# Aschanti (Volk)

Die Aschanti leben überwiegend in der nach ihnen benannten Region Ashanti.

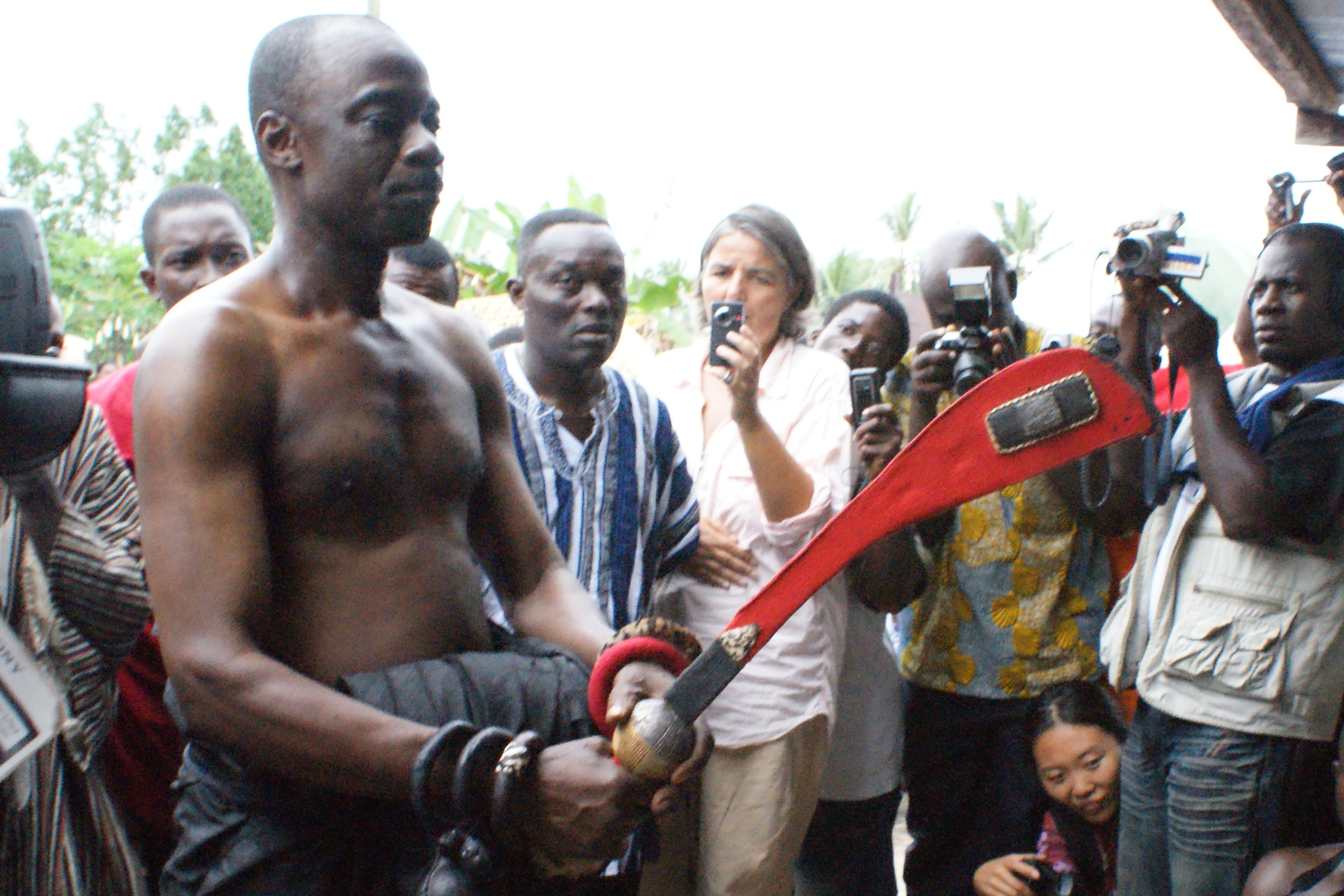
Schwertmeister der Aschanti-Region beim Vorzeigen eines zeremoniellen Schwertes Afena

Die Aschanti (auch Asante) sind eine der großen Ethnien in Westafrika.
Die Aschanti leben im Gebiet des heutigen Ghana. Sie sprechen Aschanti-Twi, einen Dialekt der Twi-Sprache aus der Gruppe der Akansprachen.

## Geschichte
Erste Berührungen mit Europäern gab es im Jahre 1471 durch die vom portugiesischen Kaufmann Fernão Gomes in Auftrag gegebenen Entdeckungsreisen, die auf die Goldschätze der Aschanti abzielten; hierfür wurde er 1474 geadelt. Noch vor dem europäischen Kolonialismus gab es zwischen 1680 und 1900 ein großes Königreich der Aschanti. Der Wohlstand der Aschanti rührte aus dem Goldreichtum der Region und dem Sklavenhandel. Das Aschantireich betrieb im 18. und 19. Jahrhundert in großem Umfang Sklavenhandel. Die Aschanti entführten Menschen, die in den umliegenden Staaten lebten, und verkauften sie an Europäer.
Die Aschanti waren eines der wenigen Völker in Afrika, die gegen die europäischen Invasoren ernsthaft Widerstand leisteten. Die endgültige Abschaffung des Sklavenhandels im Jahre 1807 verwickelte die Aschanti in einen 70 Jahre dauernden Konflikt mit dem Vereinigten Königreich von Großbritannien und Irland von vier Kriegen gegen die Aschanti (1826 bis 1896), davon erstmals einen mit Kanonen. 1900 unterlag das Aschanti-Reich infolge waffentechnischer Unterlegenheit dem Vereinigten Königreich endgültig: Die Briten setzten erstmals moderne Maxim-Maschinengewehre von Vickers ein. Der Asanthehene, der König der Aschanti, wurde 1901–1924 ins Exil verbannt. 1935 wurde der Häuptling von Kumasi zum neuen Asanthehene ernannt.

## Gegenwart
1994 machten sie den deutschen CVJM-Bruderschaftssekretär Fritz Pawelzik in der Kleinstadt Konongo als „Chief für die Entwicklung von Konongo“ zu einem Häuptling.

Mutterschaftsfiguren der Ashanti, Ghana, 19. Jahrhundert (?), Musée de la civilisation noire, Dakar

## Kultur
Die matrilineale Aschanti-Gesellschaft entwickelte neben der Weberei (besonders feine Kente-Stoffe) und Töpferei vor allem die Goldschmiede- und Holzschnitzkunst (siehe Goldener Stuhl). Die Holzfiguren dienten rituellen Zwecken.

## Bekannte Aschanti
- Osei Tutu I. (* 17. Jh.; † 1717), Begründer des Königreichs Aschanti
- Kofi Karikari (1837–1884), Asantehene (Herrscher) des Königreichs Aschanti
- Kwasi Wiredu (1931–2022), Philosoph
- Akwasi Afrifa (1936–1979), Politiker und Präsident Ghanas
- Ignatius Kutu Acheampong (1931–1979), Politiker und Präsident Ghanas
- John Agyekum Kufuor (* 1938), Politiker und ehemaliger Präsident Ghanas
- Anthony Yeboah (* 1966), Fußballspieler
- Gerald Asamoah (* 1978), deutscher Fußballspieler
- Samuel Kuffour (* 1976), Fußballspieler
- Peter Mensah (* 1959), kanadischer Filmschauspieler

## Trivia
- Die Rastafari-Gruppierung Bobo Ashanti sehen sich als Nachfahren sowohl des Aschantireiches als auch des Volkes der Aschanti.